# Вільфрід фон Левенфельд
Вільгельм Фрідріх (Вільфрід) Юліус Ганс Геффер фон Левенфельд (нім. Wilhelm Friedrich (Wilfried) Julius Hans Höffer von Loewenfeld; 25 вересня 1879, Берлін — 5 липня 1946, Шлезвіг) — німецький військово-морський і політичний діяч, віце-адмірал. 

## Біографія
Народився 25 вересня 1879 року в передмісті Берліна Шпандау. Походив з швабського дворянського роду, перші згадки про який датуються початком XVII століття. Син генерал-майора Прусської армії Юліуса фон Лёвенфельда і його дружини Єлизавети, уродженої фон Віцлебен.

### Військова кар'єра
7 квітня 1897 року Левенфельд вступив кадетом в кайзерліхмаріне. Після закінчення курсу навчання в морському училищі і стажування на навчальних кораблях отримав звання лейтенанта. У 1912 році він був призначений 1-м офіцером на легкий крейсер SMS Breslau. Тут він служив разом з майбутнім грос-адміралом, а тоді ще морським кадетом Карлом Деніцем. 8 липня 1914 року Левенфельда переводять на посаду навігаційного офіцера на лінійний корабель SMS Helgoland.
Уже під час Першої світової війни, в листопаді 1915 року, був переведений на таку ж посаду на броненосний крейсер SMS Prinz Heinrich. З серпня 1916 року Левенфельд командував допоміжним мінним загороджувачем SMS Deutschland. У 1917 році він був направлений в Курляндію в якості офіцера Адмірал-штабу при командувачі військово-морськими частинами.
З 17 серпня 1917 року до 7 серпня 1918 року працював в штабі 1-ї морської дивізії, яка діяла в складі морського корпусу «Фландрія» на західному фронті під загальним керівництвом Людвіга фон Шредера.
В кінці війни він служив в штабі керівництва морською війною Верховного командування під керівництвом адмірала Райнгарда Шеера, виконуючи у нього обов'язки першого ад'ютанта. На цій посаді Вільфрід фон Левенфельд брав активну участь в плануванні останньої великої операції німецького Флоту відкритого моря, що мав намір завдати всіма наявними силами нищівного удару по військово-морському флоту Великої Британії в Північному морі. Самогубний характер цього оперативного плану, відомості про який, незважаючи на всі вжиті запобіжні заходи, все ж дійшли до нижчих чинів, були одним з головних чинників, що викликали матроський бунт в листопаді 1918 року.
3 листопаді 1918 року Левенфельд був призначений першим офіцером на лінійний корабель SMS Markgraf.

### 3-тя військово-морська бригада фон Левенфельда
Вільфрід фон Левенфельд був одним з перших кайзерівських військово-морських офіцерів, які прийняли рішення сформувати власний добровольчий корпус — «фрайкор». В кінці листопада 1918 року Левенфельд самостійно почав набирати в свій загін волонтерів — головним чином, офіцерів. До числа перших офіцерів-добровольців, що вступили в загін фон Левенфельда, належали, зокрема, капітан-лейтенант Вільгельм Канаріс. Саме Канарісу вдалося умовити Густава Носке дати 3 лютого 1919 року фон Левенфельду офіційний дозвіл на формування в Кілі підрозділу в формі добровольчого корпусу.
3-тя військово-морська бригада складалася в значній мірі з колишніх кайзерівських морських офіцерів, інженерів і унтер-офіцерів колишнього Імператорського військово-морського флоту. В її штурмовому батальйоні офіцери навіть стояли в солдатському строю, як рядові бійці. Ця обставина надавала бригаді фон Левенфельда і бригаді Германа Ергардта високий ступінь згуртованості, чим вигідно відрізняла її від інших білих добровольчих формувань.
Бригада фон Левенфельда, офіційно прийнята на службу урядом Веймарської республіки 1 березня 1919 року, на той момент налічувала в своїх рядах всього лише 400 добровольців, однак незабаром її чисельність стала зростати несподівано високими темпами. Уже через 2 місяці бригада Лёвенфельда досягла чисельності 2000, через 4 місяці — 4000, а до весни 1920 року — 6000 осіб.
3-тя військово-морська бригада утримувалась за рахунок позапланового фінансування з коштів військово-морського бюджету Веймарської республіки.
Для подальшого переформування і навчання вона була переведена з Кіля в військово-вишкільний табір Ютербог, а звідти в першій половині 1919 року, в охоплений заворушеннями Берлін. У травні 1919 року 3-тя військово-морська бригада несла охоронні функції і займалася забезпеченням порядку в Берліні, а в червні взяла участь в придушенні страйку залізничників і загального страйку транспортників. Частини бригади взяли під контроль кілька вокзалів Берліна, зайнялися регулюванням руху. За спогадами командира бригади, його добровольцям також доводилося неодноразово розганяти пікети страйкуючих залізничників, виставлені перед вокзалами та залізничними станціями.
23 червня 1919 року чини бригади фон Левенфельда взяли участь в акції непокори Антанті, що викликала фурор не тільки в Німеччині, але і по всій Європі. В той день ударний загін штурмового батальйону бригади фон Левенфельда під командуванням старшого лейтенанта флоту Куката увірвався в Берлінський цейхгауз. Левенфельдівці викрали з цейхгауза трофейні французькі прапори, захоплені пруссаками в війнах з Наполеоном I Бонапартом в 1811—1815 роках і з його племінником Наполеоном III в 1870-1871 роках, які підлягали поверненню до Франції згідно з умовами Версальського договору. Кілька прапорів були спалені перед кінним пам'ятником прусського короля Фрідріха Великого на центральній вулиці Берліна. Решта прапорів були заховані в надійному місці і в жовтні 1933 року були повернуті в цейхгауз ветераном бригади фон Левенфельда, Лотаром Арно де ла Пер'єром.
На початку серпня 1919 року бригада фон Левенфельда була перекинута в розвинений промисловий регіон Верхньої Сілезії, якій загрожувало повстання польських сепаратистів, які користувалися підтримкою режиму Юзефа Пілсудського і Антанти. Відразу ж після прибуття в Верхньосілезьке місто Гінденбург, штурмовий батальйон 3-ї військово-морської бригади розгромив польське збройне формування Хайока. Спалахнуло 17-18 серпня 1919 року Перше Польське повстання в Сілезії німцям вдалося придушити досить швидко. 5-й військово-морський полк і I батальйон 6-го полку бригади Левенфельда в бою при Туша відкинули польських повстанців назад на територію Польщі. Одночасно штурмовий батальйон бригади під командуванням Лотара Арно де ла Пер'єра в ході запеклих боїв при Бобреку знищив ще кілька польських формувань. При цьому був убитий в бою капітан-лейтенант Вольф, колишній 1-й офіцер допоміжного крейсера SMS Möwe, який прославився в роки світової війни. До 21 серпня інспіроване Антантою і Пілсудським польське повстання в Сілезії було повністю придушене.
3-тя військово-морська бригада приступила до виконання завдань з охорони державного кордону Німеччини. На початку 1920 року в її склад були включені білі добровольчі формування зі складу російсько-німецької монархічної Західної Добровольчої армії генерал-майора князя П.М. Бермондт-Авалова, доставлені чотирма транспортними ешелонами з Прибалтики — загін особливого призначення (деташемент) фон Мальцана, частини полку фон Петерсдорфа і батарея Шлагетера. На початку лютого 1920 року німецьким добровільним частинам, в зв'язку з майбутнім плебісцитом, довелося очистити всю Верхню Сілезію. Бригада фон Левенфельда була розквартирована в районі столиці провінції — місті Бреслау.
13 березня 1920 року Левенфельд знав про Каппський заколот, направлений проти уряду Веймарської республіки. У виданій в 1963 році брошурі про історію бригади Левенфельда «Товариством ветеранів 3-й військово-морської бригади», стверджувалося, що бригада, нібито, не мала з «каппським путчем» нічого спільного і навіть не підозрювала про плани повалення республіканського режиму. При цьому автори брошури посилалися на результати розслідування, проведеного за розпорядженням Імперського суду. Однак сам фон Левенфельд в своїх мемуарах не побоявся визнати свою участь в провальному путчі.
Після невдалого антиурядового путчу, під час якого Левенфельд і його підрозділ виступили на боці заколотників, бригаду перекинули в Рурської області для ліквідації заворушень. Особливо важкими і кровопролитними були бої з червоними за місто Боттроп, в яких бригада зазнала важких втрат. Саме бійці 3-й Морський бригади 7 квітня 1920 року звільнили велике місто Ессен від частин Рурської Червоної армії. Боротьба за Рур тим самим завершилася. У 1920 року пройшли вибори в рейхстаг, які зробили становище Веймарської республіки більш-менш стабільним.
Відразу ж після завершення боїв в Рурській області бригада Левенфельда була перекинута в Зеннелагер поблизу міста Падерборн. 7 травня 1920 року було офіційно оголошено про її розформування.
3-тя військово-морська бригада була розформована в період з травня по серпень 1920 року. 31 травня 1920 року, в день пам'яті Ютландської морської битви з англійським флотом, Вільгельм-Фрідріх фон Левенфельд прийняв прощальний парад чинів своєї бригади в Зеннелагері.
Всупереч вимогам лівих партій і, перш за все, лівої і ліберальної преси негайно відправити у відставку всіх чинів бригади Левенфельда, близько 2 500 осіб було зараховано до складу рейхсмаріне, 70 — в поліцію, ще 60 — в Тимчасовий Рейхсвер.
З тих, хто служив у фрайкорі фон Левенфельда в «смутні часи» Веймарської республіки, кілька десятків офіцерів дослужилися до вищих звань в Крігсмаріне, Люфтваффе, вермахті і СС з них: 1 генерал-адмірал, 4 адмірала, 10 віце-адміралів, 38 контр-адміралів, 2 генерала авіації, 2 генерал-лейтенанта авіації і 3 генерал-майора.
Особливим розпорядженням по військово-морській бригаді №12 від 19 червня 1920 року Вільфрід фон Левенфельд, йдучи назустріч побажанням чинів своєї бригади, заснував так званий «Хрест Левенфельда» 2-х класів.

### Останні роки життя і смерть
Після розпуску військово-морської бригади фон Левенфельда влітку 1920 року його не відразу прийняли на службу в рейхсмаріне, оскільки його участь в «каппському путчі» була визнана республіканською владою обтяжуючою обставиною. Вільфріду фон Левенфельду довелося навіть на деякий час втекти з країни. Сам Левенфельд назвав це в своїх мемуарах «необхідністю піти у вигнання».
Однак Веймарська республіка, все-таки прийняла його на службу в рейхсмаріне. У 1922-1923 роках Левенфельд командував навчальним крейсером Berlin. Тут доля його знову зводить з Вільгельмом Канарісом, якого призначили на крейсер старшим помічником. У 1924 році він був призначений начальником штабу військово-морської станції «Остзеє» і одночасно — керівникомз'єднань розвідувальних сил флоту. 31 жовтня 1928 року Лёвенфельд був звільнений у відставку.
25 липня 1939 він був офіційно знову прийнятий на службу, але ніяких призначень не отримав.
Левенфельд помер 5 липня 1946 року в Шлезвігу. Його тіло було поховано в Кілі на гарнізонному кладовищі на північній ділянці, виділеному для колишніх бійців його добровольчого корпусу.

## Сім'я
Прусський генерал від інфантерії Альфред фон Левенфельд (1848—1927) доводився йому дядьком.
24 вересня 1927 року Вільфрід фон Левенфельд одружився з графинею Доротеєю фон Бісмарк-Шенгаузен (Dorothee Gräfin von Bismarck-Schönhausen; 1892—1975), внучкою князя Отто фон Бісмарка.

## Особистісні характеристики за спогадами сучасників
Коли Вільгельм Канаріс був призначений на навчальний крейсер Berlin він був вражений тим, з якою строгістю його командир Левенфельд розпоряджався у себе на судні. Він не терпів заперечень, і прагнув довести всім, що він зразковий офіцер флоту. Вільфрід фон Левенфельд добре знав, що підвищення по службі йому важко домогтися, адже він заплямував себе участю в каппському путчі. Тому Левенфельд намагався, щоб усі бачили, який він «вірний республіканець».

## Звання
- Морський кадет (1897)
- Фенріх
- Лейтенант-цур-зее
- Обер-лейтенант-цур-зее
- Капітан-лейтенант
- Корветтен-капітан (19 травня 1914)
- Фрегаттен-капітан (8 березня 1920)
- Капітан-цур-зее (1921)
- Контр-адмірал (1 січня 1928)
- Віце-адмірал (31 жовтня 1928)

## Нагороди
- Рятувальна медаль (14 листопада 1903)
- Орден морських заслуг (Іспанія) 1-го класу, білий дивізіон (19 листопада 1910)
- Орден Червоного орла 4-го класу з короною
  - орден (5 серпня 1912)
  - корона (7 червня 1913)
- Орден Спасителя, офіцер золотого хреста (Грецьке королівство; 9 червня 1914)
- Орден Святого Йоанна (Бранденбург)
  - почесний лицар (10 серпня 1914)
  - лицар справедливості

- Залізний хрест 2-го і 1-го класу
- Ганзейський Хрест (Гамбург і Бремен)
- Військовий Хрест Фрідріха-Августа (Ольденбург) 2-го і 1-го класу
- Орден Альберта (Саксонія), лицарський хрест 1-го класу з мечами
- Нагрудний знак «За поранення»

- Сілезький Орел 2-го і 1-го ступеня
- Хрест Левенфельда 2-го і 1-го класу
- Фландрійський хрест
- Хрест «За вислугу років» (Пруссія) (1922)
- Почесний хрест ветерана війни з мечами

## Вшанування пам'яті
Його ім'ям названі вулиця в місті Кірхгеллені і ділянка на гарнізонному кладовищі в Кілі, де ховали померлих або загиблих чинів 3-ї Морської бригади фон Левенфельда.
У 1934 році в невеликому місті Дорстен місцева влада з ініціативи редактора газети «Dorstener Volkszeitung» і члена СА Альфонса фон Беверна спорудила меморіал в пам'ять про загиблих бійців двох фрайкорів — Ліхтшлага і фон Левенфельда. Цегла для спорудження монумента продавалася в ході благодійних заходів СА за ціною 10 пфенігів за штуку, а всього на його зведення їх знадобилося близько 15 000 штук. Цікаво, що рейхспрезидент Пауль фон Гінденбург відмовився пожертвувати кошти на спорудження пам'ятника, про що письмово повідомив організаторів через держсекретаря 18 травня 1934 року.
Відкриття меморіалу відбулося 24 червня 1934 року в присутності, колишніх фрайкорівців, функціонерів НСДАП, членів СА, СС, ФАД (Добровольчої служби праці), військовослужбовців Рейхсверу, Рейхсмаріне і поліцейських чинів.
Після закінчення Другої світової війни британські солдати скинули 10-тонний монумент в річку, звідки він був згодом вилучений і використаний в якості пам'ятника німецьким військовополоненим.